# Simon Gauzy
Pour les articles homonymes, voir Gauzy.
Simon Gauzy  est un pongiste français né le 25 octobre 1994 à Toulouse. Il est international français, champion de France en simple et en double en 2013, champion de France en simple en 2020 et en 2021 et vice-champion d'Europe en 2016. 
Il est classé numéro 32 mondial en juillet 2025. Il intègre son meilleur classement en mars 2018 (8e mondial).

## Biographie
En 2005, Simon Gauzy devient champion de France benjamin en simple et en double. En 2007, il est sacré champion de France cadet en simple et en double. La même année avec l'équipe de France, il termine vice-champion d'Europe par équipe en cadet. En 2008, il remporte à nouveau le titre national dans cette catégorie en simple et en double avant de conquérir le titre de champion d'Europe par équipes. En 2009, il remporte le Top 10 européen cadet avant d'être sacré champion d'Europe cadet en simple, en double et par équipes. Jamais un pongiste tricolore n'avait autant brillé sur le circuit national et européen à cet âge-là depuis Jean-Philippe Gatien, vice-champion olympique en 1992 et champion du monde en 1993.
En 2010, Simon Gauzy est classé 264e joueur mondial en mars 2012, 64e en décembre 2013, puis en janvier 2014, il est 80e. En 2014, il quitte l'INSEP et part à Ochsenhausen en Allemagne.
43e au classement mondial en juin 2015, il atteint en novembre 2016 la 14e place mondiale puis la 13e en octobre 2017.

## Carrière

### Année 2010
Du 23 au 30 mai 2010, il participe au Championnat du monde par équipes senior à Moscou avec Christophe Legoût, Adrien Mattenet, Emmanuel Lebesson et Abdel-Kader Salifou. La France termine 19e et se maintient dans le groupe mondial. Il fait aussi partie de l'équipe de France qui termine médaillée de bronze lors des championnats d'Europe 2010.
Le 1er juillet 2010 il intègre le Team Cornilleau. Il remporte une médaille de bronze lors des Jeux olympiques de la jeunesse d'été de 2010.
Il évolue pour la saison 2010/2011 en Pro A dans le club de Levallois Sporting Club Tennis de Table et remporte le championnat de France par équipes.

### Année 2011
En 2011, il est sacré vice-champion de France junior, le 29 mai 2011 à Alençon, s'inclinant 4-3 en finale contre Quentin Robinot puis échoue à nouveau 1-4 au même stade contre le même adversaire au tournoi nommé Top 10 européen junior.
Lors des championnats d'Europe jeunes 2011 qui se disputaient à Kazan (Russie), il remporte le titre par équipe des juniors avec ses compatriotes Romain Lorentz, Quentin Robinot, Tristan Flore et Enzo Angles puis échoue en demi-finale en individuel contre Quentin Robinot (2-4). Enfin, il remporte un 2e titre en double avec Quentin Robinot, en battant en finale la paire Angles-Flore.
En 2011, Simon Gauzy est classé 197e joueur mondial. Il passe ensuite au 140e rang et remporte la médaille de bronze de l'épreuve par équipes des Mondiaux juniors à Manama avec Tristan Flore et Quentin Robinot en battant Maharu Yoshimura avant de pousser à la belle (2-3; six balles de match sauvées) Koki Niwa, numéro un mondial des -18 ans et no 19 chez les seniors.

### Année 2013
Après une année 2012 perturbée par les blessures, il se remet à niveau, effectue de bonnes sorties internationales et, le 28 avril 2013, il devient à l'âge de 18 ans champion de France senior en battant Abdel-Kader Salifou (4-3). De quoi le mettre en confiance avant les championnats du monde qui se déroulent au palais omnisports de Paris-Bercy du 13 au 20 mai 2013, où il s'incline contre le joueur de Hong-Kong Tang Peng. Pendant ces mêmes championnats de France, il remporte le titre en double avec son coéquipier Emmanuel Lebesson aux dépens de la paire Christophe Legoût / Michel Martinez. Le 10 novembre 2013, Simon Gauzy remporte l'Open de Pologne dans le tableau des -21ans sur le score de 4-2 face au Japonais Jin Takuya (12-10 ; 11-5 ; 7-11 ; 5-11 ; 11-8 ; 11-4). Il remporte ainsi le premier Open de sa carrière.
Son frère Paul est également pongiste, un des meilleurs de sa catégorie. Il évolue à ce moment au sein du Nice Cavigal TT.
Simon évolue désormais en Bundesliga dans le club allemand TTF Liebherr Ochsenhausen.
Simon Gauzy remporte la grande Finale de l'ITTF World Tour (anciennement nommé ITTF Pro Tour) dans la catégorie « moins de 21 ans ».

### Année 2014
Il s'incline en demi-finale du championnat de France devant Stéphane Ouaiche, vainqueur de la compétition après avoir disposé de deux balles de match. Associé à Emmanuel Lebesson, il s'incline face à la paire Romain Lorentz/Brice Ollivier en 1/2 finale.
En avril, il prend la 13e place des championnats du monde par équipe avec l'équipe de France en s'inclinant de très peu pour la qualification en huitième de finale.
Le 30 août, il remporte l'Open de République Tchèque en -21 ans et signe une très bonne performance dans le tableau simple messieurs. Cette victoire lui permet en outre de réaliser une progression  au classement mondial, passant de la 88e place en août à la 64e place en septembre.
Il fait également partie des joueurs retenus en équipe de France pour les championnats d'Europe 2014 qui se dérouleront à Lisbonne, au côté de Adrien Mattenet, Emmanuel Lebesson, Stéphane Ouaiche et Abdel-Kader Salifou.
Il devient au classement ITTF de décembre le N°1 français et N°41 mondial à la suite de deux bonnes sorties en Pro Tour (Russie et Suède).

### Année 2015
Il est médaillé d'argent lors de la première édition des Jeux européens, après avoir battu notamment l'équipe d'Allemagne en demi-finale, ne s'inclinant que contre l'équipe du Portugal en finale. En septembre il participe au championnat d’Europe avec Antoine Hachard, Tristan Flore, Stéphane Ouaiche et Emmanuel Lebesson. La France est médaillée de bronze après une défaite en demi-finale face à l'Allemagne. Il a gagné 7 de ses 9 matchs en s'imposant comme le leader de l'équipe de France.

### Année 2016

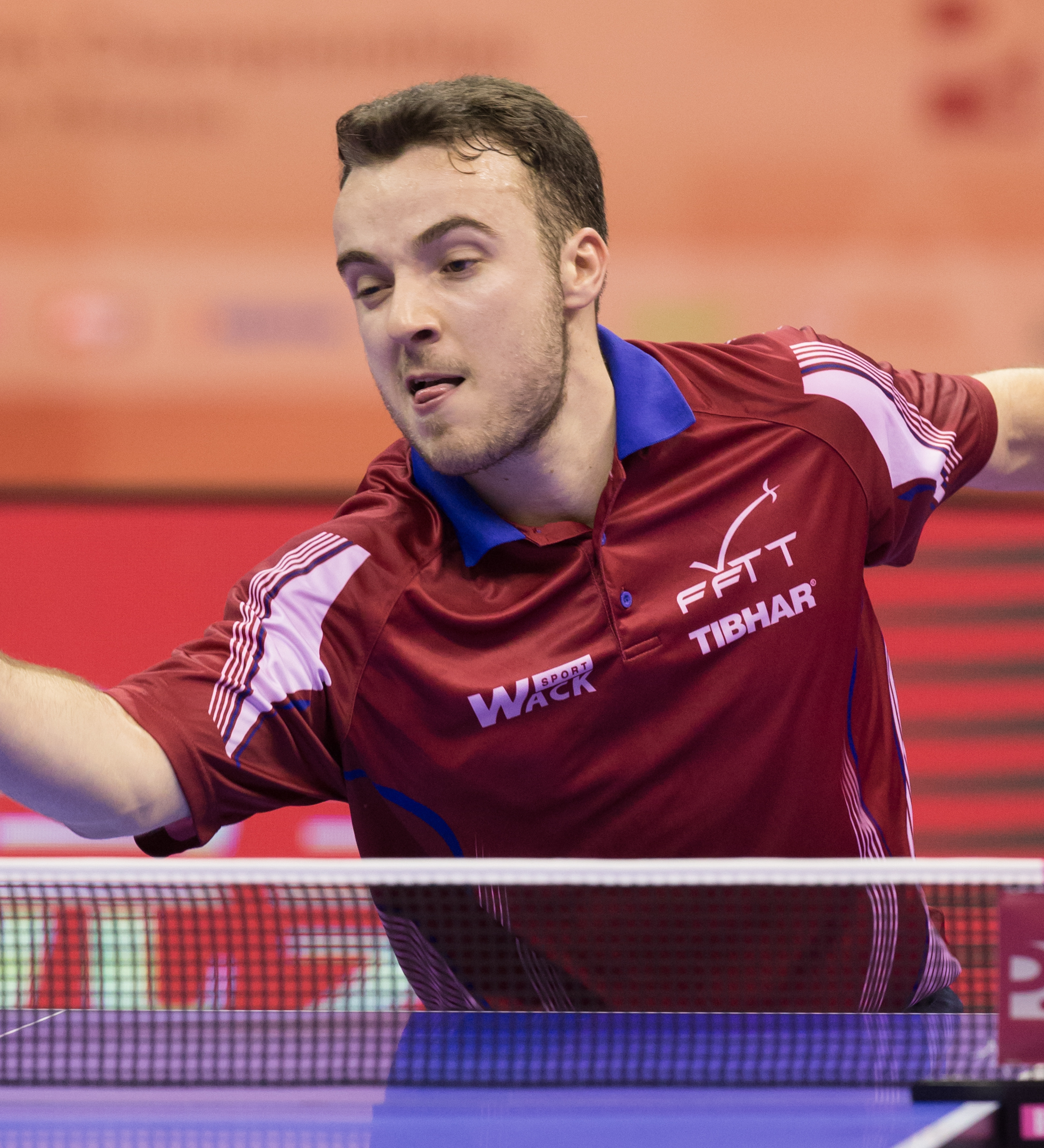
Simon Gauzy en 2016.

Il obtient une médaille de bronze en janvier 2016 lors du World Tour Major Series de Hongrie, et rate de peu le podium lors des championnats du monde à Kuala Lumpur avec l'équipe de France, après avoir battu Timo Boll lors de la phase de poules. En juin, il participe à l'Open du Japon (super series) où il est battu en quart de finale par Fan Zhendong, après avoir battu Marcos Freitas et Chuang Chih-Yuan.
Il atteint la finale des championnats d'Europe 2016, où il est battu par son compatriote Emmanuel Lebesson, finale qui restera dans l'histoire comme la premiere 100% française dans cette compétition.
Il atteint son meilleur classement mondial, no 14 en novembre 2016.

### Année 2017
Il atteint les demi-finales du Top 16 européen de tennis de table à Antibes et obtient une médaille de bronze, ce qui le qualifie directement pour la coupe du monde. Il est demi-finaliste au championnat de France à Marseille. Il est finaliste de l'Open d'Australie (World Tour Platinium), défaite contre Vladimir Samsonov. Il est demi-finaliste à la coupe du monde où il perd contre Dimitrij Ovtcharov, vainqueur de l'épreuve.
À 23 ans, il atteint son meilleur classement mondial, no 8.

### Année 2018
Il participe au championnat professionnel d'Inde de tennis de table (Ultimate Table Tennis) avec les Empowerji Challengers.

### Année 2019
Lors des championnats du monde il réalise une solide performance en battant le joueur chinois Xu Xin, alors numéro 2 mondial, en 16ème de finale. Il s'inclinera par la suite face au suédois Mattias Falck en quart de finale.
Il remporte le Championnat d'Allemagne de tennis de table avec son équipe du TTF Liebherr Ochsenhausen ainsi que la coupe d'Allemagne.
Il obtient également un bon résultat à Nantes, à l'occasion des Championnats d'Europe par équipes avec une demi-finale (défaite contre Timo Boll).

### Année 2020[14]
Il atteint les quarts de finale du World Tour Platinum du Qatar, battu par le numéro 1 mondial Xu Xin (4-3). Il est par la même occasion quart de finaliste du tournoi en groupe. Il est de nouveau quart de finaliste, cette fois-ci en Suède.
Néanmoins, il retombe en dehors du top 20 du classement mondial.

### Année 2021
Après avoir été battu en demi-finales par les slovaques Ľubomír Pištej et Barbora Balážová (de), il est médaillé de bronze en double mixte (première médaille française en mixte depuis la médaille d'argent du duo Jean-Philippe Gatien - Wang Xiaoming en 1992) avec Prithika Pavade aux Championnats d'Europe de tennis de table 2020, joués en juin 2021 en raison de la pandémie de Covid-19.
Lors des Jeux olympiques de Tokyo il parvient à prendre 2 sets au numéro 1 mondial Fan Zhendong lors de l'épreuve par équipes, mais s'incline finalement à la belle. Lors de l'épreuve en simple il perd en 8e de finale contre Ma Long, futur champion olympique.
En décembre 2021, il remporte son troisième de titre de champion de France en simple face à Romain Ruiz en finale.

### Année 2022
En août 2022, lui et Prithika Pavade s'inclinent en quart de finale du championnat d'Europe du double mixte face au duo autrichien Robert Gardos-Sofia Polcanova.

### Année 2023
Durant les Jeux européens de 2023, il remporte la médaille de bronze par équipes composées de Can Akkuzu, Alexis Lebrun, Félix Lebrun contre le Portugal.
Dans une interview parue dans L'Équipe en mai 2023, il confie avoir eu un burn-out en automne 2022.
Il rebondit alors pendant l'été 2023 en enchaînant plusieurs résultats sur la scène internationale. Il perd en finale du WTT Feeder Havirov contre le sud-coréen An Jae-hyun. Puis il remporte le premier titre senior en simple de sa carrière en s'imposant contre Chen Yuanyu en finale du WTT Feeder de Panagyurishte.

### Année 2024
En février 2024, il est médaillé d'argent aux Championnats du monde de tennis de table par équipes 2024, à Busan (Corée du Sud), avec Alexis Lebrun, Félix Lebrun, Jules Rolland et Lilian Bardet. L'équipe de France est défaite en finale par la Chine (3 matchs à 0). Cela faisait 27 ans que l'équipe de France masculine n'avait pas remporté de médaille aux championnats du monde par équipes (la dernière étant également une médaille d'argent en 1997).
Il remporte en juin le WTT Contender de Zagreb en double associé à Alexis Lebrun en battant en finale la paire polonaise composée de Samuel Kulczycki et de Jakub Dyjas.
En août 2024, il est médaillé de bronze aux Jeux olympiques dans le tableau par équipe avec les frères Lebrun.
En octobre, il remporte le bronze en double mixte avec Prithika Pavade aux Championnats d'Europe à Linz.

### Année 2025
Il remporte la coupe d'Allemagne puis le championnat d'Allemagne, avec son équipe du TTF Liebherr Ochsenhausen.
Le 11 mars il annonce quitter le TTF Liebherr Ochsenhausen. Lors de ses 12 saisons en Allemagne il a joué 337 matchs pour 222 victoires et a remporté 4 titres.
Le 13 mars, la Garde du Voeu Hennebont annonce que Simon Gauzy rejoint le club pour deux ans (2025-2027).
Le 3 avril, il remporte son deuxième titre international senior en simple au Feeder d'Otocec II à Novo Mesto en battant en finale le japonais Yuta Tanaka,.
En mai, alors 43ème au classement mondial, il s'illustre en battant le Chinois Lin Gaoyuan, alors 16ème mondial, en 16ème de finale des Championnats du monde de tennis de table 2025 (4 manches à 2) en s'appuyant notamment sur une défense spectaculaire.

## Décorations
- Chevalier de l'ordre national du Mérite (2024)[35]